# Pfeffer
Der Pfefferstrauch (Piper nigrum), auch Schwarzer Pfeffer oder kurz Pfeffer genannt, ist eine Pflanzenart aus der Familie der Pfeffergewächse (Piperaceae). Die ebenfalls als Pfeffer oder als Pfefferkörner bezeichneten Früchte werden wegen des darin enthaltenen Alkaloids Piperin als scharf schmeckendes Gewürz verwendet. Zur Unterscheidung von ähnlichen Gewürzen spricht man auch vom echten Pfeffer.
Die Früchte des Schwarzen Pfeffers sind nicht immer schwarz. Je nach Erntezeitpunkt und weiterer Behandlung haben die Pfefferkörner verschiedene Färbungen: grüner Pfeffer, schwarzer Pfeffer, weißer Pfeffer, roter Pfeffer.

## Die Pfefferpflanze

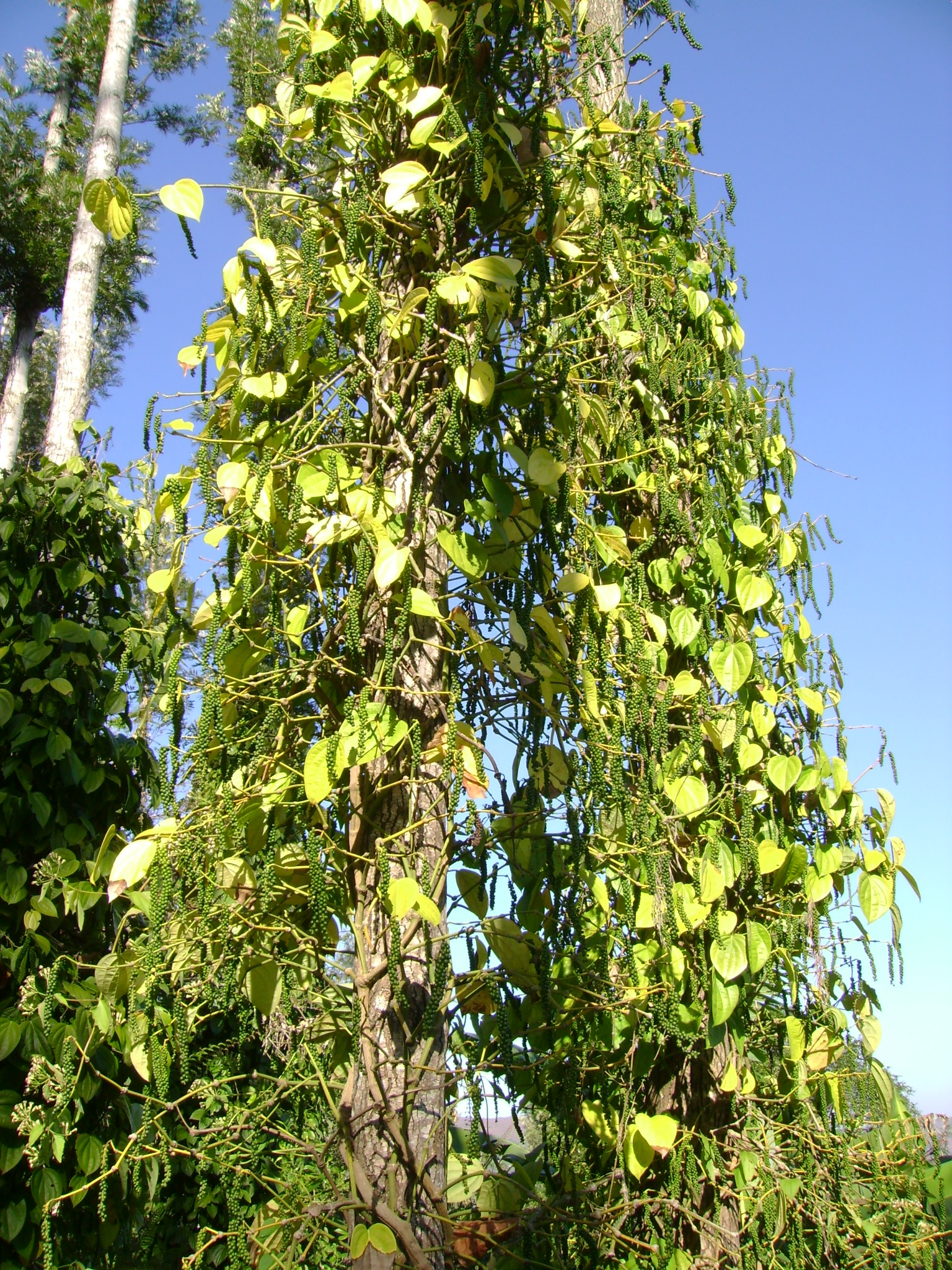
Eine Pfefferpflanze an einem Baum in Tamil Nadu

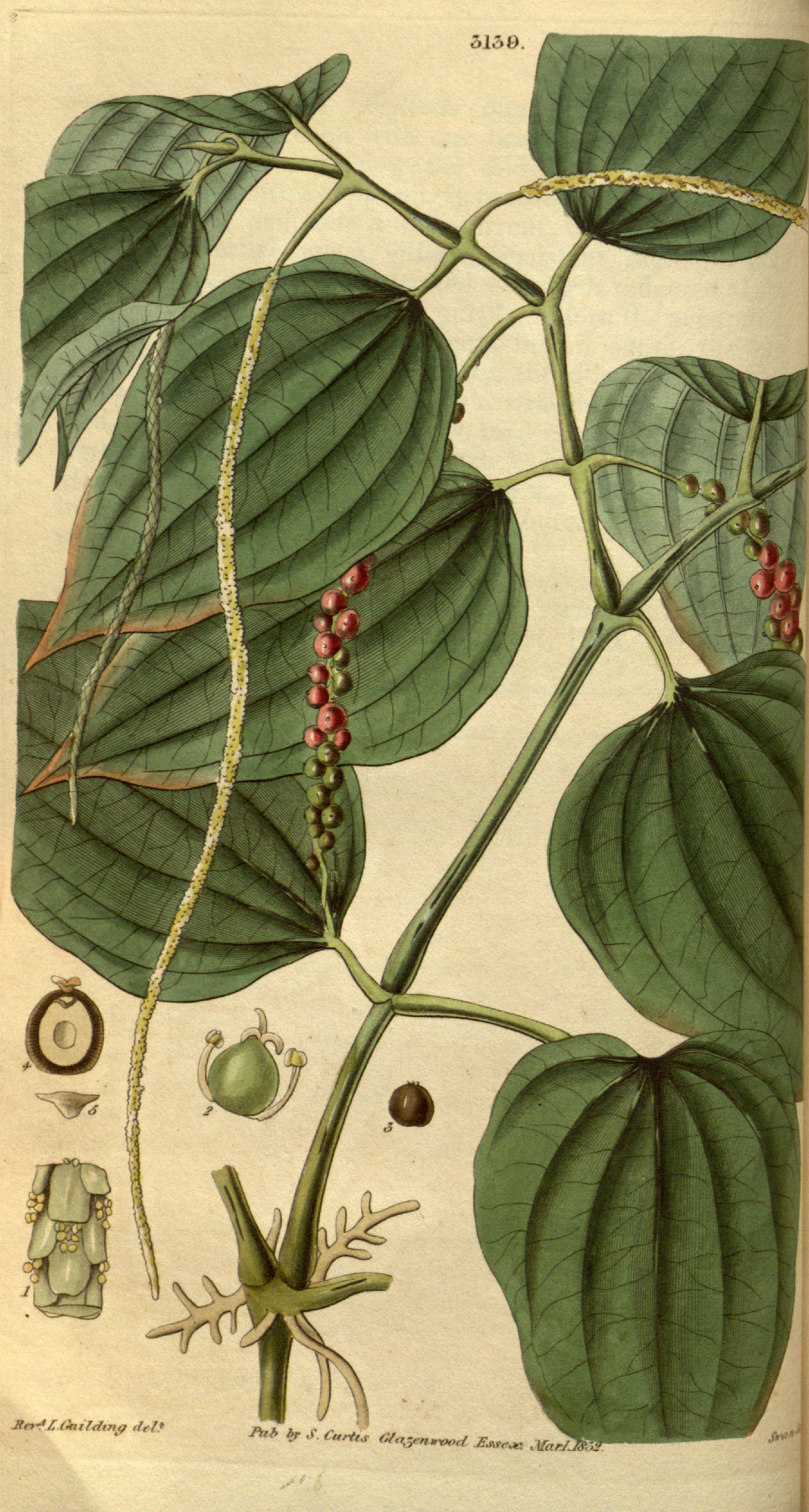
Illustration von 1832 von Piper nigrum

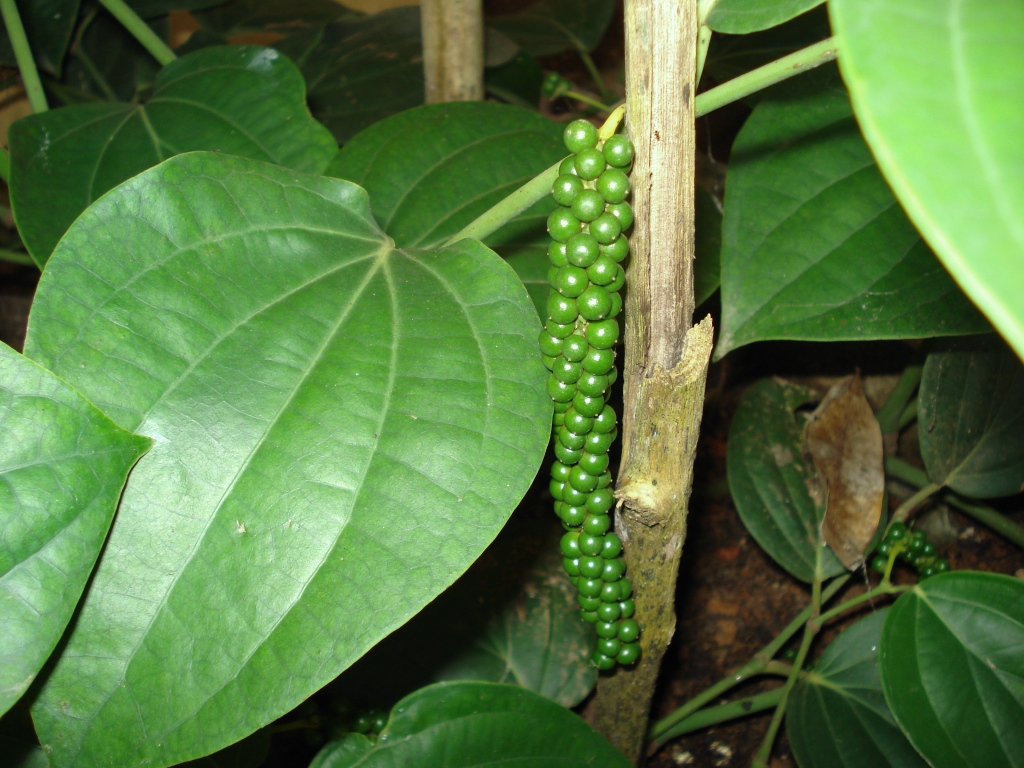
Hängende Früchte einer Pfefferpflanze in Kerala

### Beschreibung
Die Pfefferpflanze ist eine ausdauernde, verholzende Kletterpflanze, die an Bäumen emporwächst und rund 10 Meter hoch werden kann. In der Kultur hält man die Pflanze üblicherweise auf einer Höhe von 3 bis 4 Metern. Die einfachen, wechselständigen, kahlen, spitzen bis zugespitzten, gestielten, ledrigen Laubblätter sind ei- bis herzförmig und ganzrandig. Der Blattstiel ist bis 5 Zentimeter lang, die unterseits drüsigen Blätter 10–20 Zentimeter. Die Nervatur ist handförmig, mit vorwärts bogigen Hauptadern.
Die Pfefferpflanze ist protogyn, also vorweiblich. Die kleinen, unauffälligen Blüten ohne Blütenhülle stehen in vielblütigen, dichten, ca. 10–15 Zentimeter langen, hängenden sowie blattgegenständigen Ähren mit 50 bis 150 Einzelblüten, die bei kultiviertem Pfeffer, anders als bei Wildsorten, zum größten Teil (bis zu 90 %) zwittrig sind. Die Blüten stehen jeweils an einem Deckblatt. Der kugelige, einkammerige Fruchtknoten ist oberständig mit kleinen, sitzenden Narbenästen. Es sind 2–4 kurze Staubblätter ausgebildet.
Nach der Befruchtung entwickeln sich in typischerweise 8 bis 9 Monaten reife kleine, bis 5–6 Millimeter große, kugelige, rote, einsamige Früchte (Steinfrucht). Von einer Pfefferpflanze kann zweimal jährlich Pfeffer geerntet werden; die Pflanzen bleiben bis zu 30 Jahre ertragreich.
Die Chromosomenzahl beträgt 2n = 52, seltener 26, 78, 53, 54, 65 oder etwa 104.

### Verbreitung
Die ursprüngliche Heimat dieser Pflanze ist Indien, speziell die Malabarküste, die im Zusammenhang mit dem Indienhandel zu Reichtum gelangte. Im subtropisch-tropischen Südostasien gehören auch einige Inselgruppen des Indischen Ozeans zum Ausbreitungs- und Anbaugebiet.
Die größten Anbauländer von Pfeffer sind Vietnam, Indonesien, Indien, Brasilien und Malaysia. Weltweit werden nach unterschiedlichen Quellen zwischen 200.000 und 360.000 Tonnen Pfeffer jährlich produziert, wobei jedoch starke jährliche Schwankungen auftreten. Der Wert einer gesamten Jahresweltproduktion von Pfeffer wird auf 300 bis 600 Millionen US-Dollar geschätzt.

## Das Gewürz
Pfeffer ist heute hauptsächlich als Gewürz bedeutsam. 

### Gewinnung und Bezeichnungen

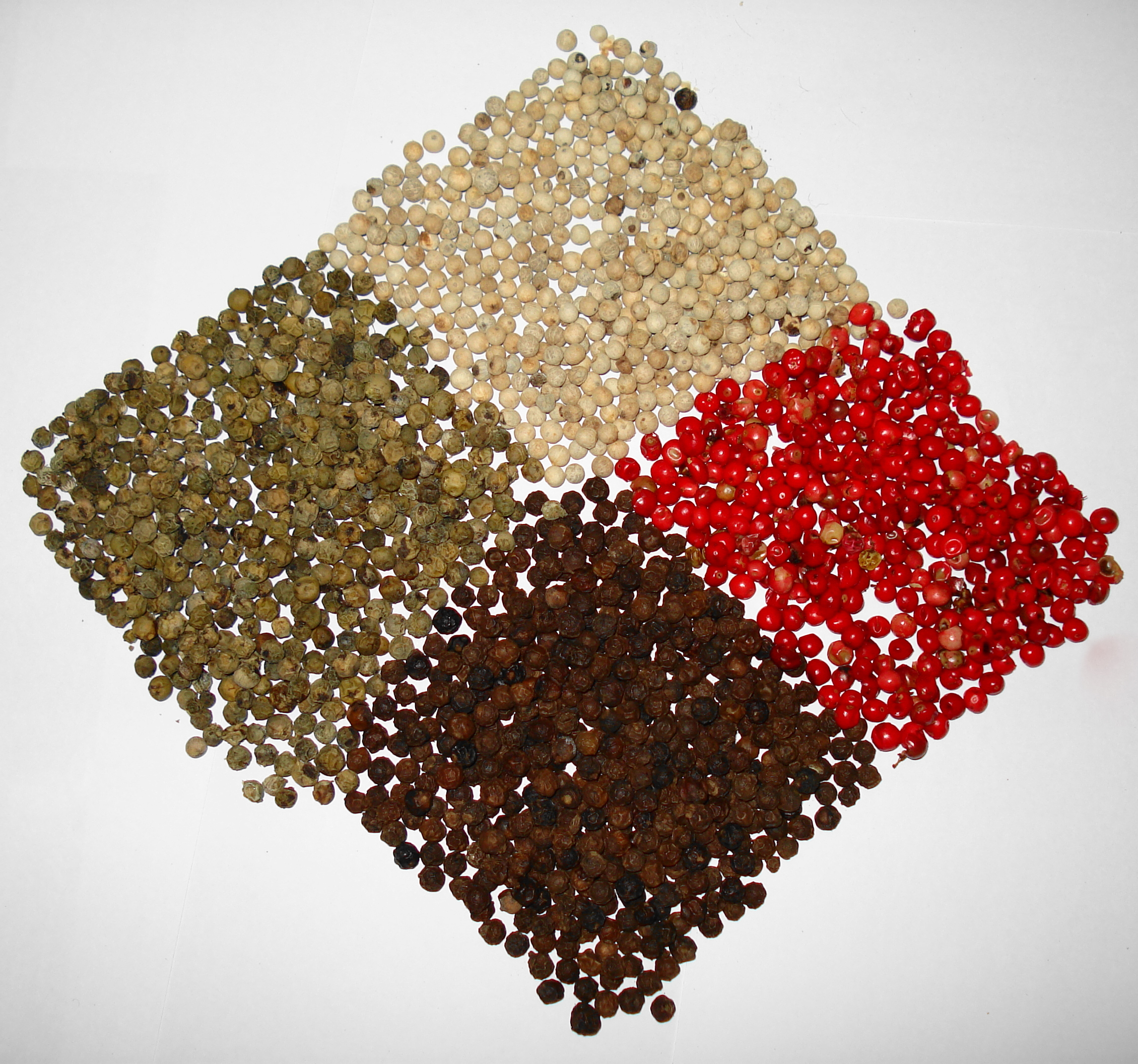
Die vier Grundfarben des Gewürzes

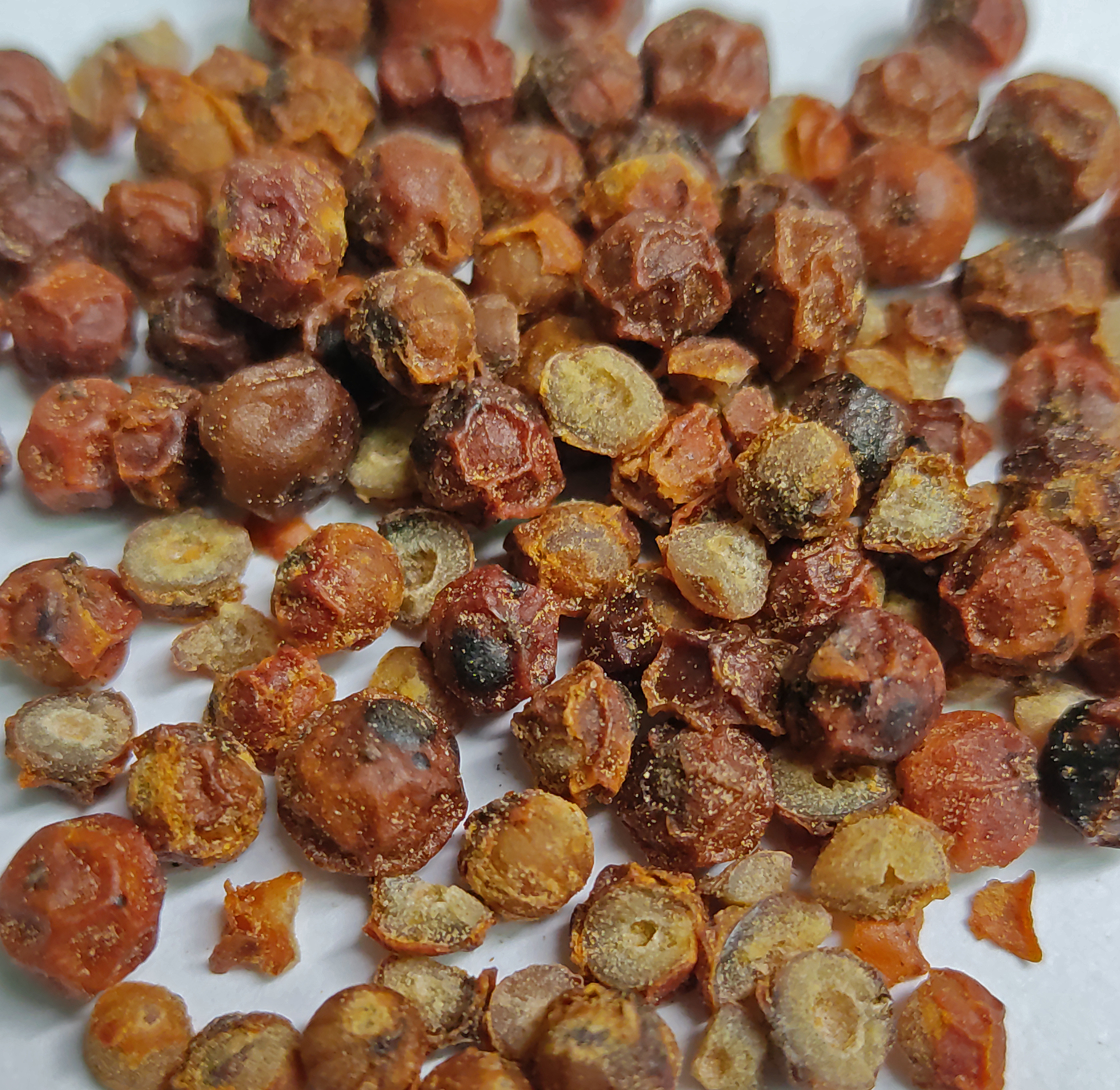
Kampot-Pfeffer: echter Roter Pfeffer aus Kambodscha (getrocknete Früchte)

Grüner Pfeffer wird aus unreifen, früh geernteten Früchten gewonnen. Er unterscheidet sich vom schwarzen Pfeffer dadurch, dass er entweder frisch in Salzwasser eingelegt wird (fermentierter Pfeffer) oder schnell und bei hohen Temperaturen getrocknet oder gefriergetrocknet wird. Daher behält er die ursprüngliche grüne Farbe. Durch Luftfracht ist mittlerweile frischer grüner Pfeffer weit verbreitet erhältlich.
Schwarzer Pfeffer wird ebenfalls aus unreifen, noch nicht gelb-orangen, immer noch grünen Früchten, durch Trocknen runzlig und schwarz gewordenen Früchten des Piper nigrum gewonnen.
Weißer Pfeffer (lateinisch Piper album) ist nur der Steinkern von vollreifem Pfeffer. Zu seiner Produktion werden die reifen roten Pfefferfrüchte etwa acht Tage in Wasser eingeweicht oder etwa drei Tage abgedeckt gegoren, so dass sich das Fruchtfleisch ablöst. Danach werden sie mechanisch geschält; es ist dann nur noch der Steinkern übrig, dieser wird getrocknet und teilweise in der Sonne gebleicht. Der recht lange Vorgang des Einweichens kann durch Behandlung mit Pektinasen verkürzt werden.
Allerdings kann auch Schwarzer Pfeffer beziehungsweise die noch nicht ganz reifen Früchte geschält werden. Sie können dann entsprechend behandelt werden, so dass man einen ähnlichen Weißen Pfeffer erhält.
Roter Pfeffer besteht aus vollkommen reifen, ungeschälten Pfefferfrüchten und wird meist ähnlich wie auch der grüne Pfeffer in salzige oder saure Laken eingelegt. Verglichen mit dem grünen Pfeffer ist der eingelegte rote Pfeffer jedoch eher selten erhältlich. Noch viel seltener findet man den echten roten Pfeffer in getrockneter Form. Roter Pfeffer ist nicht zu verwechseln mit Rosa Pfeffer, auch Rosa Pfefferbeeren oder Rosa Beeren, genannt. Roter Pfeffer ist im Handel nur selten erhältlich, meist nur in Feinkostgeschäften.
Pfeffer kommt bisweilen unter Bezeichnungen in den Handel, die auf die Herkunft und graduelle geschmackliche Unterschiede hinweisen, aber auch werblich verwendet werden. Borneopfeffer oder Sarawak-Pfeffer weisen auf eine Herkunft aus dem malaysischen Bundesstaat Sarawak im Norden von Borneo hin. Lampong-Pfeffer stammt von der indonesischen Insel Sumatra (siehe die Provinz Lampung auf Sumatra).

### Geschichte

#### Antike

Eine der antiken römischen Handelsrouten über die See zum Import indischen Pfeffers

Die erste antike Erwähnung von Pfeffer ist bei Hippokrates belegt. Bevor der Gütertransport mit Schiffen von Asien nach Europa üblich wurde, musste Pfeffer aus seinem damals einzigen bedeutenden Anbaugebiet in Südwest-Indien auf dem Landweg nach Europa transportiert werden. Seine Haltbarkeit und Schärfe machten ihn zum idealen Fernhandelsgut. Pfeffer dominierte bereits in der Antike (Indienhandel) den Gewürzhandel zwischen Asien und Europa. Mit Karawanen und über den Seeweg durch das Rote Meer wurde er in den Mittelmeerraum bzw. das Römische Reich transportiert.

#### Mittelalter
Das Bremer Pfefferkorn vom Anfang des 13. Jahrhunderts ist der älteste erhaltene Fund als Gewürzmittel nördlich der Alpen.
Pfeffer war ein kostbares Gut. Händler, die ihren Reichtum unter anderem dem Pfeffer zu verdanken hatten, wurden als Pfeffersäcke bezeichnet. Pfeffer war ein Luxusartikel, erhielt aber seine Bedeutung vor allem dadurch, dass mit seiner Hilfe Lebensmittel lange haltbar gemacht werden können.
Darüber hinaus galt Pfeffer auch als Heilmittel, das in verschiedenen Arzneiformen angewandt wurde, zum Beispiel als Drei-Pfeffer-Latwerge („Dia-trion pipereon“ oder Diatrionpiperon). Die mittelalterliche Pharmazie unterschied die „Sorten“ Pfeffer und Weißer Pfeffer sowie Langer Pfeffer.
Im Mittelalter hatten die Türken und Araber, später Venedig, das Monopol auf den Gewürzhandel mit Indien und wachten eifrig darüber. Die kostbaren Gewürze waren ein Grund, warum Marco Polo sich um einen eigenen europäischen Karawanenbetrieb nach Asien bemühte. Ende des 15. Jahrhunderts wurde von portugiesischen Seefahrern der „Seeweg nach Indien“ erschlossen und anschließend von den portugiesischen Indien-Armadas befahren. Es leitete (zusammen mit der Entdeckung Amerikas) das Zeitalter der Entdeckungen ein. 1498 gelang es Vasco da Gama erstmals, eine Ladung Pfeffer auf dem Seeweg aus Indien nach Europa zu bringen. Einen Teil seiner Bedeutung als Handelsgut in Asien büßte Pfeffer nach der Entdeckung Amerikas ein, als der von dort stammende Chili (scharfe Paprika) ihn in vielen asiatischen Gerichten aus seiner Rolle als wichtiges scharfes Gewürz verdrängte.

#### Beginnende Neuzeit
Pfeffer wurde ab dem hohen bis späten Mittelalter auch in Südostasien angebaut – zunächst in Thailand, später vor allem in Indonesien („Gewürzinseln“). Von dort wurden hauptsächlich der chinesische und der einheimische Markt bedient. Erst im 17. Jahrhundert gelangte Pfeffer von dort auch in nennenswerten Mengen, zunächst durch niederländische Handelsgesellschaften, nach Europa. Der südostasiatische Gewürzhandel spielte eine Rolle in diversen bewaffneten Auseinandersetzungen, vor allem zwischen den Niederlanden und anderen europäischen Seemächten.
Mit der Redensart „Geh dahin, wo der Pfeffer wächst!“ wünscht man jemanden, mit dem man nicht klarkommt, in ein sehr weit entferntes Gebiet, um ihm absehbar nicht mehr zu begegnen. Eine andere Erklärung bezieht die Redensart auf die Strafkolonien in Französisch-Guayana (Hauptstadt: Cayenne). Das Land war zudem auch für den Pfefferanbau bekannt. Die Redensart „Geh dahin, wo der Pfeffer wächst“ würde den Gesprächspartner folglich in diese Strafkolonie wünschen. Der prominenteste Häftling in Französisch-Guayana war Alfred Dreyfus, der von 1895 bis 1899 auf der Teufelsinsel (Île du Diable) inhaftiert war.

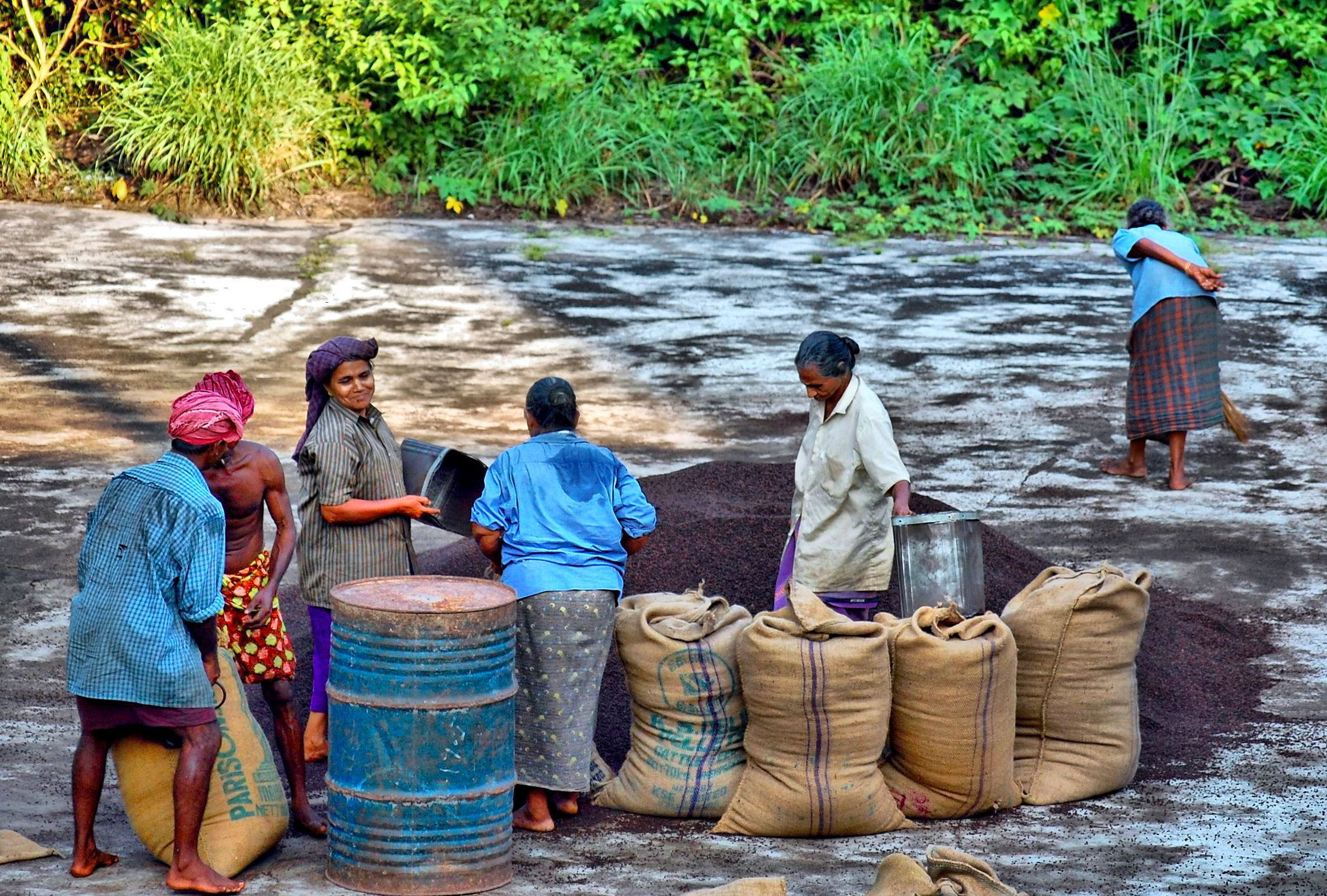
Pfefferernte im Bundesstaat Kerala

Pfeffertüte der DDR

## Analytik
Zur qualitativen und quantitativen Bestimmung einzelner Inhaltsstoffe des Pfeffers kommt nach angemessener Probenvorbereitung die Kopplung der Gaschromatographie oder der HPLC mit der Massenspektrometrie zum Einsatz.
Diese Verfahren kommen auch zur Anwendung zur Ermittlung von Schadstoffen im Pfeffer.

## Inhaltsstoffe

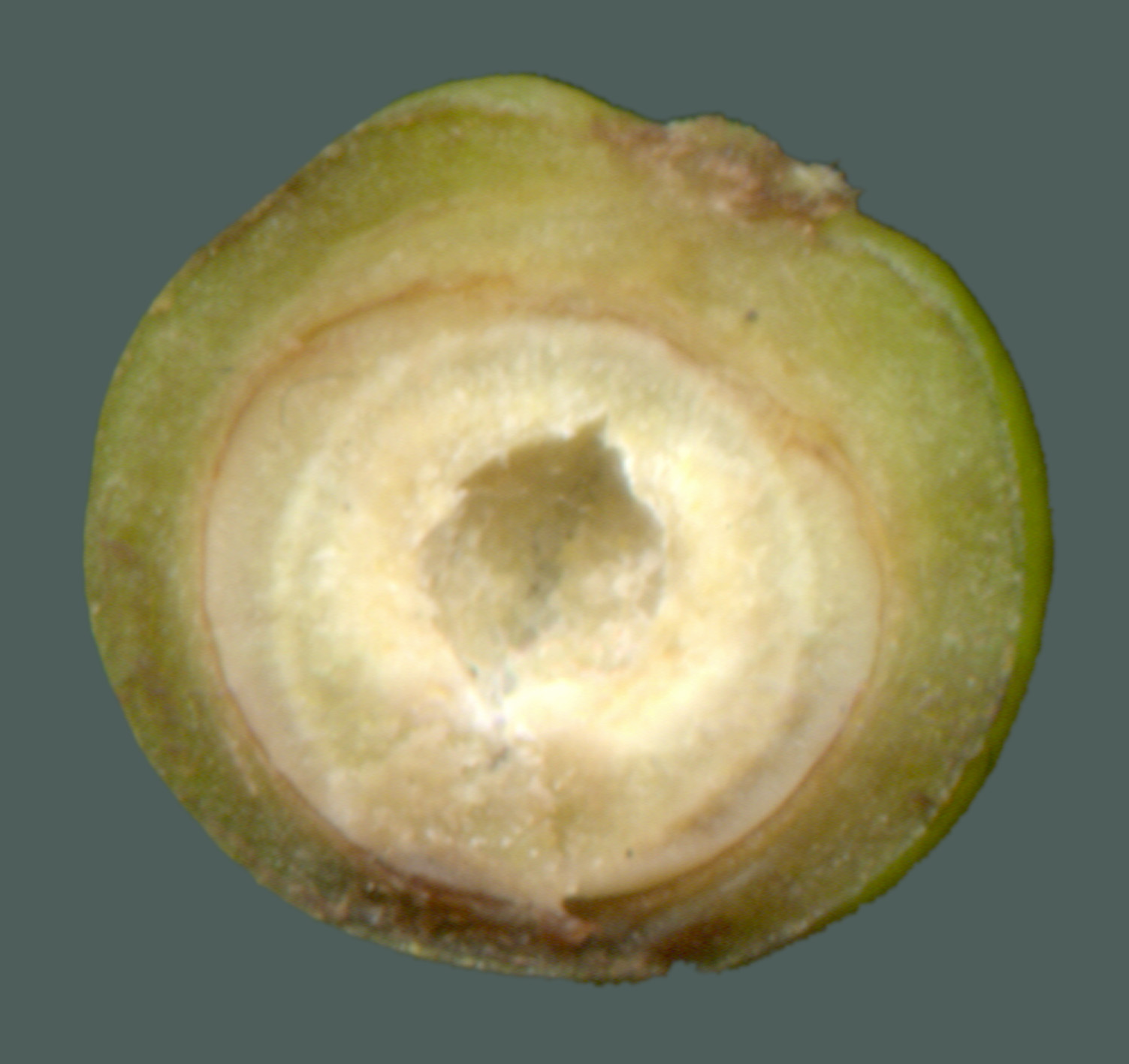
Längsschnitt durch die Frucht des Pfeffers

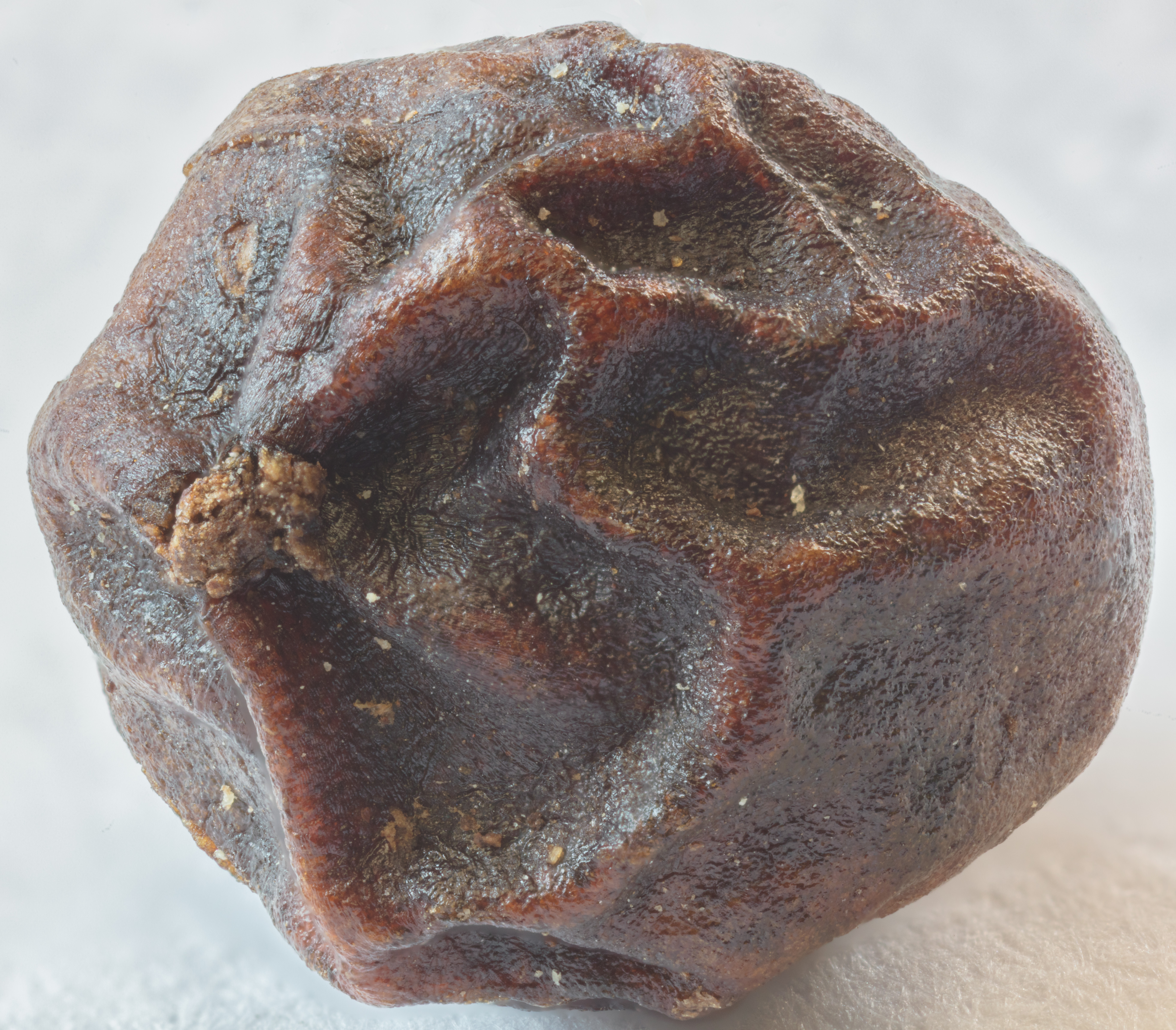
Schwarzes Pfefferkorn

Strukturformel von Piperin

Ausschlaggebend für die Schärfe des Pfeffers sind das Alkaloid Piperin (5–8 %) und Derivate des Piperins wie Piperettin, Piperylin, Piperanin, Chavicin (eine isomere Verbindung des Piperins) und andere je nach Pfefferart in wechselnder Zusammensetzung, die man auch als Alkamide (Säureamid-Alkaloide) bezeichnet. Piperin erhält man in Form von gelben Kristallen über Kristallisation aus einem alkoholischen Pfefferextrakt. Es wurde erstmals 1819 von Ørsted isoliert.
In weißem Pfeffer ist etwa 2,5 Prozent ätherisches Öl, sogenanntes Pfefferöl, und in grünem und schwarzem Pfeffer bis zu 4,8 Prozent davon enthalten, welches dem Pfeffer sein Aroma gibt. Das Pfefferöl erhält man über Wasserdampfdestillation von Pfeffer. Im ätherischen Öl sind die Hauptbestandteile Monoterpene wie Pinene, 3-Caren, Terpinene, Terpinolen und Limonen sowie Sesquiterpene wie α- und β-Caryophyllen und β-Farnesen. Außerdem findet man im Pfefferöl auch oxidierte Terpene wie Terpinen-4-ol.
Das sogenannte Pfefferharz erhält man nach Abtrennung des Piperins über Kristallisation und der Terpene über Wasserdampfdestillation. Es enthält Substanzen, die man unter dem Sammelbegriff Piperoleine zusammenfasst. Sie ähneln dem Piperin, haben aber längere Kohlenwasserstoffketten mit einer Doppelbindung und neigen zum Verharzen.
Weitere wichtige Bestandteile im schwarzen Pfeffer sind etwa 50 Prozent Stärke, 5 bis 6 Prozent fettes Öl sowie die Flavonoide (und Glykoside von) Kaempferol, Rhamnetin und Quercetin.

## Schwarzer Pfeffer als Heilpflanze
Als Heildroge dienen die ausgewachsenen, aber noch grünen ungeschälten und getrockneten Früchte. Nach einer Behandlung mit kochendem Wasser werden sie in der Wärme getrocknet und werden dabei dunkel.
Wirkstoffe sind: scharf schmeckende Säureamide, vor allem Piperin; ätherisches Öl mit Limonen, Sabinen, Caryophyllen und auch Safrol.
Anwendung: Der scharf brennende Geschmack des Pfeffers kommt über die Erregung von Wärme- und Schmerzrezeptoren zustande. Reflektorisch werden Speichel- und Magensaftsekretion angeregt, ebenso die Ausschüttung der Verdauungsenzyme. Pfeffer hat daher eine deutlich appetitanregende und verdauungsfördernde Wirkung, die aber in Arzneimitteln außer in Tonika in Europa kaum noch eingesetzt wird.

## Pfefferähnliche Gewürze

### Aus der GattungPiper(Pfeffer)

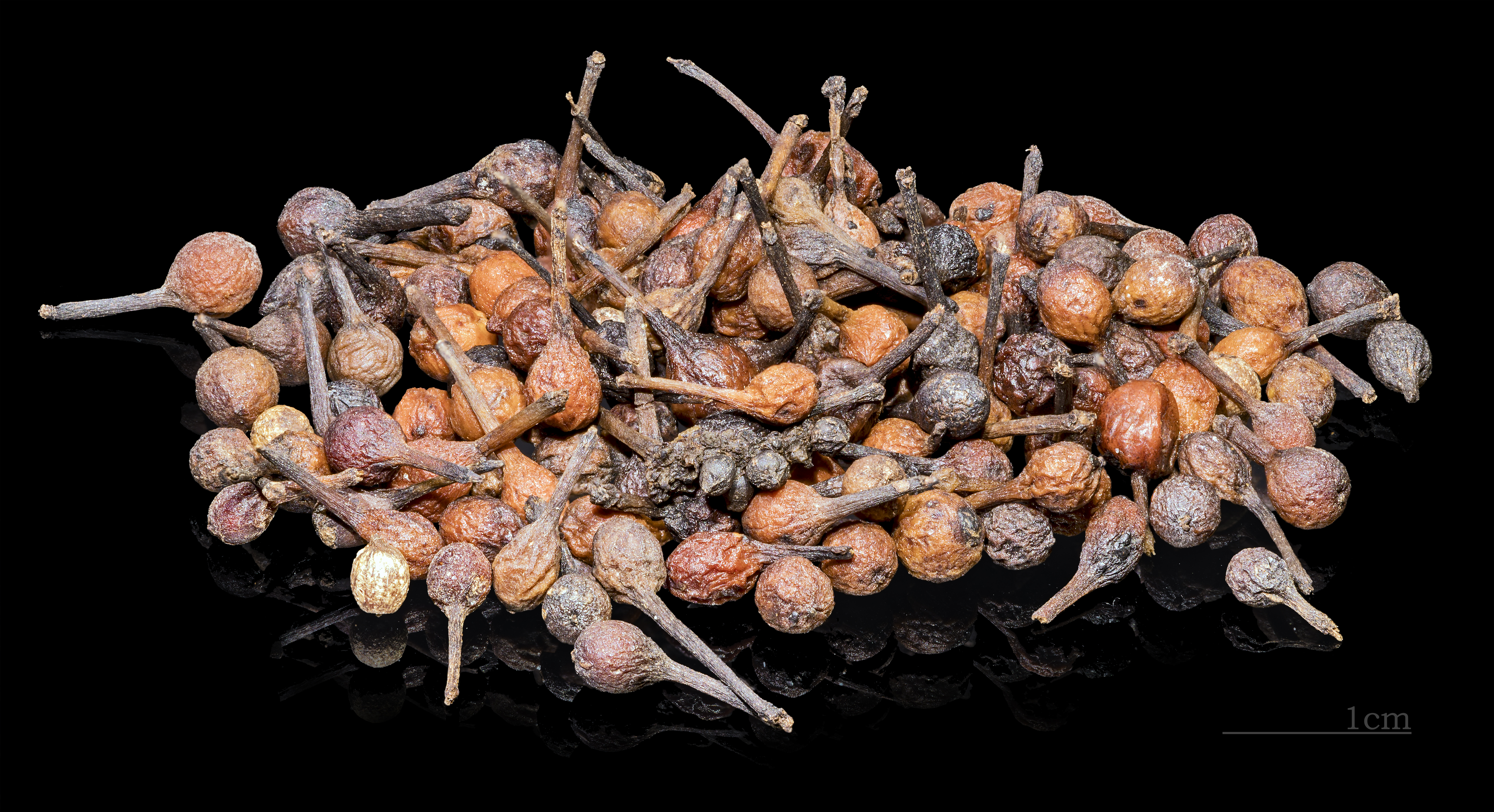
Getrocknete Früchte des Voatsiperifery-Pfeffers (Madagaskar)

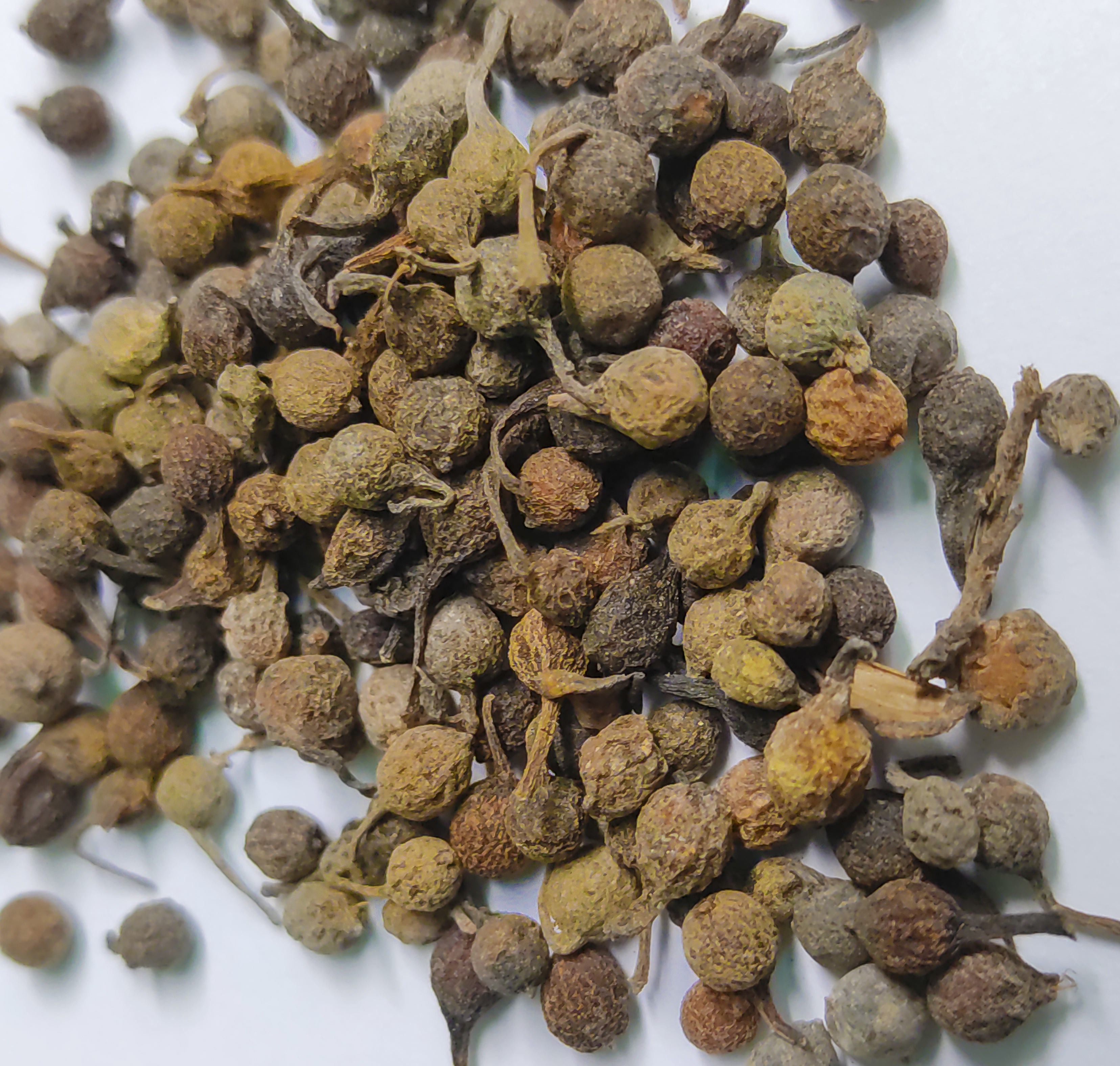
Ashanti-Pfeffer (getrocknete Früchte)

Langer Pfeffer besteht aus den getrockneten, unreifen Fruchtkätzchen von Piper longum, einer anderen Art aus der Gattung Pfeffer (Piper). Das lateinische Wort piper (und davon über mittelhochdeutsch phëffer das deutsche Wort Pfeffer) entstammt dem indischen Wort für diesen Langpfeffer: pippali.
Voatsiperifery-Pfeffer (Piper borbonense) ist ein selten im Spezialitätenhandel erhältlicher Pfeffer aus Madagaskar von stark aromatischem Geschmack. Er zeichnet sich durch seine braune bis schwarze Farbe und den typischen Stielansatz der ovalen Beeren aus. Da er aus Wildsammlungen stammt und die Kletterpflanze erst ab 10 bis 20 Meter Höhe Früchte trägt, ist die Jahresernte sehr gering und sein Preis eher hoch.
Der Kubebenpfeffer (Piper cubeba) spielt heute nur noch in der nordafrikanischen Küche eine Rolle, war aber im 15. und 16. Jahrhundert in Europa recht populär.
Der Aschanti-Pfeffer (Piper guineense), auch als Kongo-Pfeffer oder Gorilla-Pfeffer bezeichnet, wird gerne in der westafrikanischen Küche verwendet. Er ähnelt im Aroma dem Kubebenpfeffer, ist jedoch weniger bitter und hat ein frischeres Aroma.

### Aus der GattungCapsicum(Paprika)
Spanischer Pfeffer (Capsicum annuum) gehört zur Gattung Paprika (Capsicum). Aus dieser Pflanzenart sind sehr verschiedene Sorten gezüchtet worden: einerseits Gemüsepaprika, andererseits Sorten mit scharfen und sehr scharfen Früchten. Cayennepfeffer besteht aus den gemahlenen Schoten, wobei bevorzugt die scharfe Varietät Cayenne verwendet wird.
Im englischen Sprachraum werden sowohl echter Pfeffer als auch Paprikaschoten – scharfe und nicht scharfe Sorten – als pepper bezeichnet. Zum Beispiel können mit green pepper grüne Paprika gemeint sein, aber auch grüne Pfefferkörner. Entsprechendes gilt für red pepper. Black pepper kann sich allerdings nur auf Pfeffer beziehen: entweder auf die Pfefferpflanze (Schwarzer Pfeffer) oder auf schwarze Pfefferkörner.
Im Gewürzmuseum in Hamburg ist ein Pfeffer-Ersatz aus der Zeit des Zweiten Weltkriegs ausgestellt, der Paprika enthält: 50 kg Haferschalenmehl, 50 kg gem. Dillstroh, 40 kg Paprikafruchtstängelpulver und 1⁄2 kg Sellerie-Öl wurden dafür gemischt.

### Aus anderen Gattungen
Rosa Pfeffer (auch brasilianischer Pfeffer oder rosa Beere genannt) stammt vom Brasilianischen Pfefferbaum (Schinus terebinthifolius) oder vom Peruanischen Pfefferbaum (Schinus molle). Aus optischen Gründen wird rosa Pfeffer oft zum weißen, schwarzen und grünen Pfeffer in die Pfeffermühle hinzugegeben.
Szechuanpfeffer (Zanthoxylum piperitum) wird vor allem in der asiatischen Küche und Heilkunde verwendet.
Der Guineapfeffer (oder Meleguetapfeffer) stammt aus Westafrika (siehe auch Pfefferküste). Es handelt sich um die getrockneten Samen von Aframomum melegueta, einer Pflanzenart, die zu den Ingwergewächsen gehört. Sie werden auch als Paradieskörner bezeichnet.

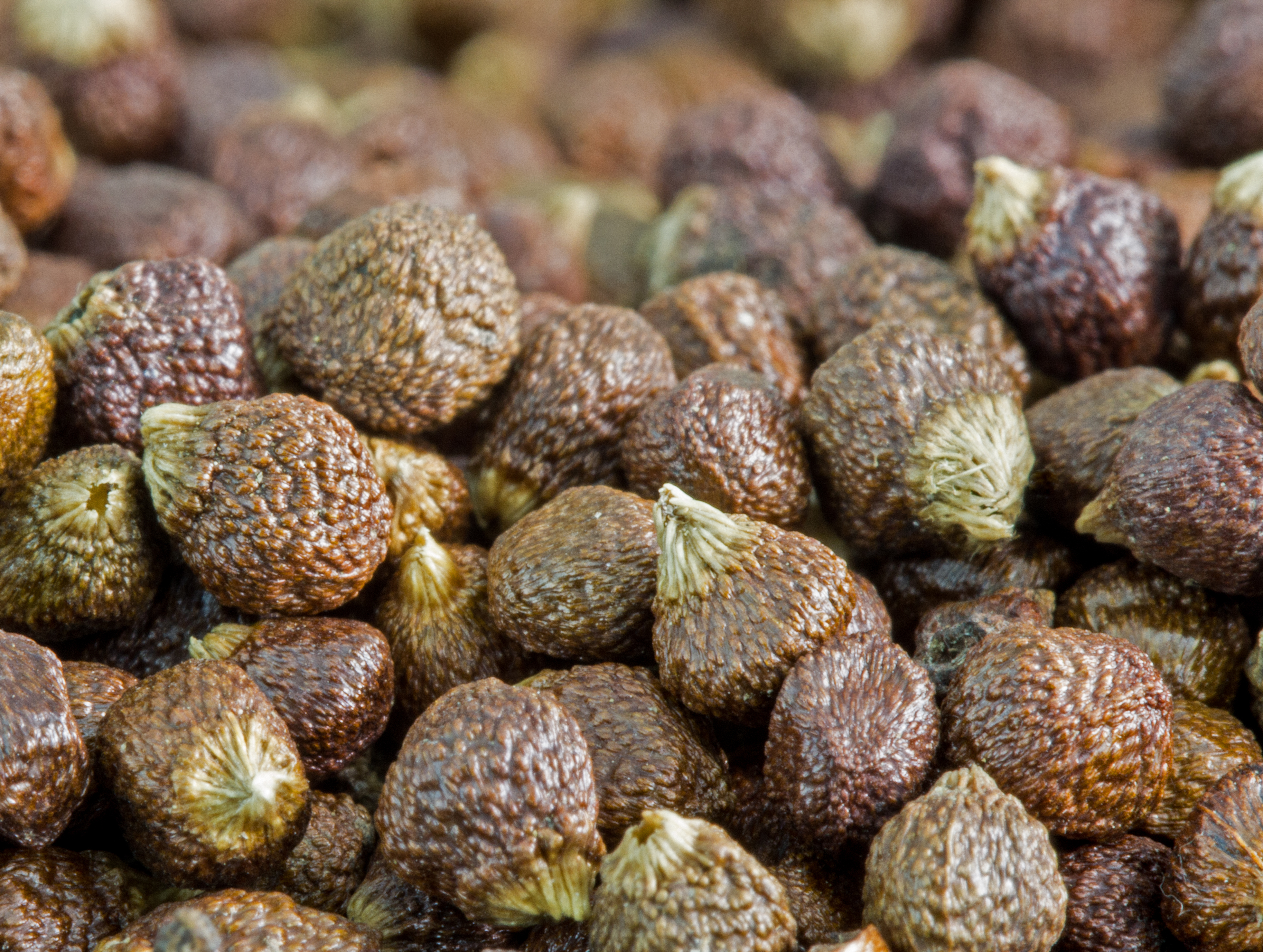
Samen des Guineapfeffers

Piment (Pimenta dioica) ist auch unter den Bezeichnungen Nelkenpfeffer oder Jamaikapfeffer bekannt geworden. Er gehört zur Familie der Myrtengewächse.